# Scrittori dell'antica Grecia
Questo è un elenco dei più influenti autori greci dell'antichità (in ordine alfabetico):
Dal VII aC al VII d.C
1. Eschine - Retorica
2. Eschilo - Tragedia
3. Esopo - Favole
4. Alceo - Poesia lirica
5. Alcmane - Poesia lirica
6. Anacreonte - Poesia lirica
7. Anassagora - Filosofia
8. Anassimandro - Filosofia, Matematica
9. Anassimene - Filosofia, Matematica
10. Andocide - Retorica
11. Antonio abate - Teologia
12. Antifona - Retorica
13. Apollodoro di Caristo - Commedia
14. Aristofane - Commedia
15. Archimede - Matematica, Geometria
16. Aristotele - Filosofia, Fisica, Biologia
17. Arato di Soli - Poesia, Astronomia
18. Arriano - Storia
19. Atanasio di Alessandria - Teologia
20. Bacchilide - Poesia lirica
21. Chionide - Commedia
22. Crisippo di Soli - Filosofia
23. Claudio Tolomeo - Geografia, Astronomia
24. Clemente Alessandrino - Teologia, Filosofia
25. Democrito - Filosofia, Chimica
26. Demostene - Retorica, Politica
27. Dinarco - Retorica
28. Dinone - Storia
29. Diodoro - Storia
30. Diogenes Laerzio - Storia della filosofia
31. Duride di Samo - Storia
32. Epicuro - Filosofia
33. Epimenide - Filosofia, Poesia filosofica
34. Eubulo - Commedia
35. Euclide di Megara - Matematica, Geometria
36. Euripide - Tragedia
37. Evagrio Pontico - Teologia
38. Gorgia - Filosofia
39. Egemone di Taso - Commedia
40. Eraclito - Filosofia
41. Erodoto - Storia
42. Esiodo - Poesia epica
43. Ippocrate - Medicina
44. Omero - Poesia epica
45. Iperide - Retorica
46. Giamblico - Filosofia
47. Ibico - Poesia lirica
48. Ireneo di Lione - Teologia, Filosofia
49. Iseo- Retorica, Logografia
50. Isocrate - Retorica
51. Giustino - Teologia, Filosofia
52. Leucippo - Filosofia, Atomismo
53. Luca (evangelista) - Teologia, Medicina, Storia
54. Licurgo di Atene - Retorica
55. Lisia - Logografia, Retorica
56. Massimo il Confessore - Teologia, Filosofia
57. Menandro - Commedia
58. Melisso di Samo - Filosofia
59. Nicomaco di Gerasa - Matematica
60. Origene - Teologia, Filosofia
61. Papia di Ierapoli - Teologia
62. Parmenide - Filosofia
63. Ferecide di Atene - Mitografia, Logografia
64. Filone di Alessandria - Teologia, Filosofia
65. Pindaro - Poesia lirica
66. Platone - Filosofia
67. Plutarco - Storia, Biografia, Filosofia
68. Posidippo (comico) - Commedia
69. Protagora - Filosofia
70. Pitagora - Filosofia, Matematica, Religione (nessuna opera)
71. Saffo - Poesia lirica
72. Simonide - Poesia lirica
73. Socrate - Filosofia (nessuna opere)
74. Solone - Politica, Filosofia
75. Stesicoro - Poesia lirica
76. Strattis - Commedia
77. Talete - Filosofia, Matematica, Astronomia, Fisica
78. Teocrito - Poesia bucolica
79. Teopompo - Storia
80. Tucidide - Storia
81. Snarco di Seleucia - Filosofia, Filologia
82. Senofane - Filosofia, Teologia
83. Senofonte - Storia
84. Zenone di Cizio - Filosofia
85. Zenone di Elea - Filosofia